# Гламбоку (Арђеш)
Гламбоку (рум. Glâmbocu) насеље је у Румунији у округу Арђеш у општини Башков. Oпштина се налази на надморској висини од 328 m.

## Становништво
Према подацима из 2011. године у насељу је живело 658 становника.